# Intendent (Francja)
Intendent – urząd administracyjny w prowincjach francuskich, w czasach ancien régime’u. 
Intendentów zwano królami w miniaturze, ze względu na bardzo szeroki zakres kompetencji. Jako stały urząd wprowadził ich do Francji król Henryk IV Burbon w 1598 (edykt nantejski). Intendenci funkcjonowali do 1791.
System ten naśladowało przed 1791 wiele państw, między innymi Hiszpania Burbonów (Filip V Burbon) od początków XVIII wieku.